# Дружина Зоре Риђокосе
Дружина Зоре Риђокосе је телевизијска серија из 1979. године. Данас се сматра једном од најбољих серија за децу. Рађена је по истоименом роману Курта Хелда, у режији Стевана Петковића. У 13 епизода стале су све згоде и незгоде које са собом доноси детињство. 

## Улоге
| Глумац            | Улога  |
| ----------------- | ------ |
| Лидија Ковачевић  | Зора   |
| Недељко Вукасовић | Бранко |
| Анђелко Кош       | Никола |
| Есад Крчић        | Павле  |
| Борис Нинков      | Дуро   |
| Драгомир Фелба    | Гориан |
| Соња Савић        | Злата  |
| Столе Аранђеловић | Ћурчин |